# Уиган Боро
Футбольный клуб «Уи́ган Бо́ро» (англ. Wigan Borough Football Club) — английский футбольный клуб, который базировался в Уигане, графство Ланкашир. Существовал с 1920 по 1931 год, домашние матчи проводил на стадионе «Спрингфилд Парк».
«Уиган Боро» стал результатом пятой попытки организации футбольного клуба в городе Уиган после клубов «Уиган», «Уиган Каунти», «Уиган Юнайтед» и «Уиган Таун». После того, как «Уиган Боро» прекратил своё существование в 1931 году, в 1932 году был основан «Уиган Атлетик», существующий по сей день. 

## История
Согласно газете Wigan Observer от 21 июня 1920 года, «Уиган Боро» был основан как любительская команда «Уиган Юнайтед» в ноябре 1919 года. По другим сведениям, любительская команда появилась уже в сентябре 1919 года. Возможно, «Уиган Юнайтед», в свою очередь, появился как преемник клуба, выступавшего на «Спрингфилд Парк» за 20 лет до этого.
В сезоне 1919/20 «Уиган Юнайтед» провёл 18 матчей в рамках Лиги Западного Ланкашира, а также сыграл в Кубке Ричардсона. Перед началом сезона 1920/21 клуб подал заявку на участие в Комбинации Ланкашира, которая была удовлетворена. Команда провела в новом сезоне девять матчей, после чего была распущена, так как клуб был обвинён Ланкаширской футбольной ассоциацией в незаконных выплатах игрокам. 6 ноября 1920 года был основан новый клуб «Уиган Ассоушиэйшн» (англ. Wigan Association), который провёл ещё четыре матча по графику «Уиган Юнайтед». После этого Ланкаширская футбольная ассоциация сняла обвинения с клуба и разрешила ему продолжать участие в турнирах при условии смены названия для избегания путаницы с регбийным клубом «Уиган». 11 декабря 1920 года был зарегистрирован новый клуб «Уиган Боро» (англ. Wigan Borough Football Club). «Уиган Боро» подал заявку на вступление в Третий северный дивизион Футбольной лиги на сезон 1921/22, несмотря на то, что в Ланкаширской комбинации команда заняла предпоследнее 17-е место. «Уиган Боро» вместе с клубами «Барроу» и «Аккрингтон Стэнли» были приняты в Футбольную лигу и сыграли в первом в истории сезоне Третьего северного дивизиона.
Первой игрой «Уиган Боро» после избрания в Футбольную лигу стал товарищеский матч против «Арсенала», в котором «Боро» выиграл со счётом 2:1. Первый официальный матч в Третьем северном дивизионе «Боро» провёл против «Нельсона» и выиграл его 2:1. Сезон команда завершила на 17-м месте. «Уиган Боро» выступал в Третьем северном дивизионе  на протяжении десяти сезонов, до 1931 года.
Самым успешным в истории «Уиган Боро» стал сезон 1928/29, когда команда заняла четвёртое место. В том же сезоне «Боро» дошёл до третьего раунда Кубка Англии. За матчем третьего раунда Кубка Англии против «Шеффилд Уэнсдей» наблюдало 30 443 зрителя на «Спрингфилд Парк», что стало рекордом посещаемости этого стадиона.
В 1931 году, в разгар Великой депрессии, клуб не мог продолжать выплачивать зарплаты игрокам и 26 октября 1931 года было объявлено о прекращении существования «Уиган Боро». На тот момент долг клуба составлял 30 тысяч фунтов стерлингов. За всю свою историю клуб оставался прибыльным только один год из 10 лет в Футбольной лиге. Четыре оставшихся в клубе игрока (Доран, Расселл, Хартли и Халлам) были отпущены в качестве свободных агентов в середине декабря 1931 года.
В 1932 году мэр Уигана провёл публичное собрание в Куинс-холл, после чего был основан новый клуб, «Уиган Атлетик». Через 46 лет, в июне 1978 года, клуб из Уигана получил право вновь выступать в Футбольной лиге.

## Рекорды
- Лучшая позиция в лиге: 4-е место в Третьем северном дивизионе, сезон 1928/29
- Самая крупная победа: 9:1, против «Линкольн Сити», 3 марта 1923 года
- Наибольшее количество зрителей на домашнем стадионе: 30 443, против «Шеффилд Уэнсдей», 12 января 1929 года